# Froggattella kirbii
Froggattella kirbii är en myrart som först beskrevs av Lowne 1865.  Froggattella kirbii ingår i släktet Froggattella och familjen myror.

## Underarter
Arten delas in i följande underarter:
- F. k. bispinosa
- F. k. ianthina
- F. k. kirbii
- F. k. laticeps
- F. k. lutescens
- F. k. nigripes

## Bildgalleri

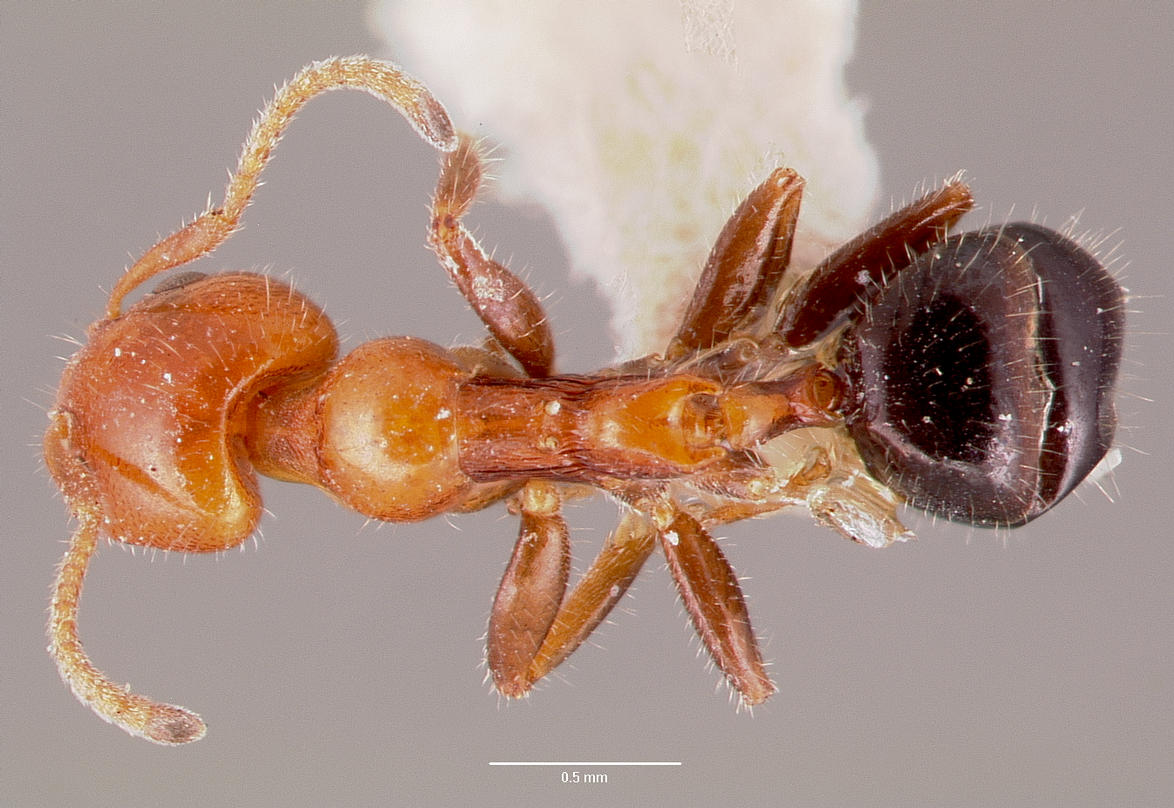
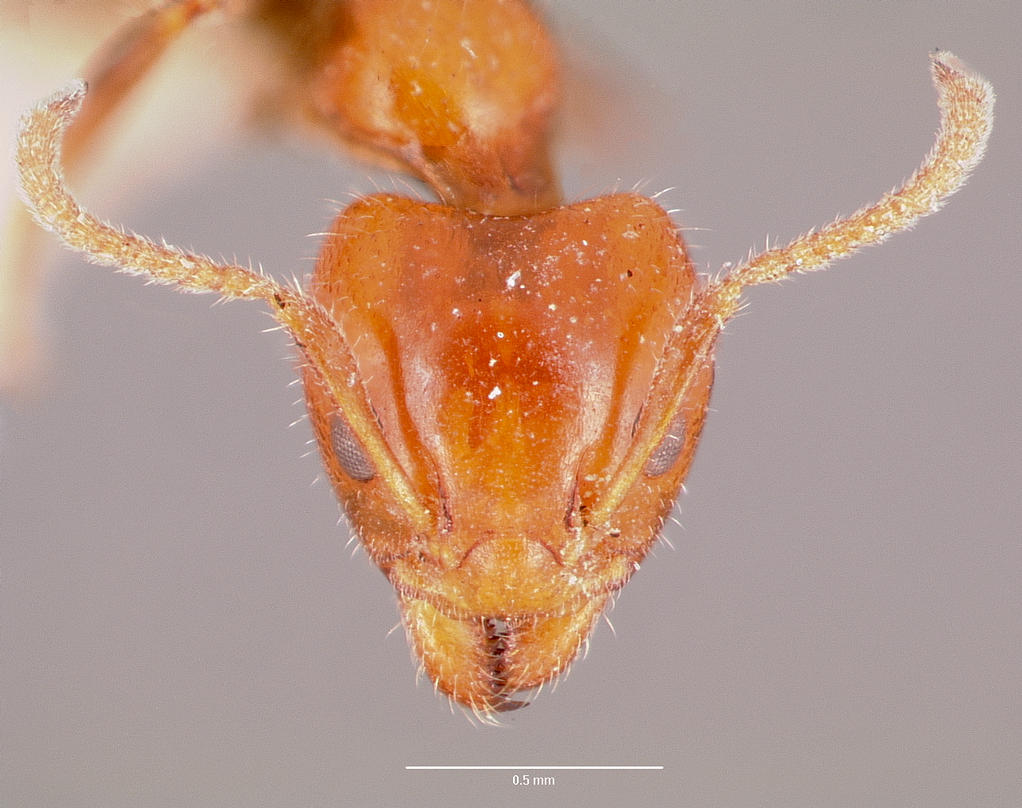
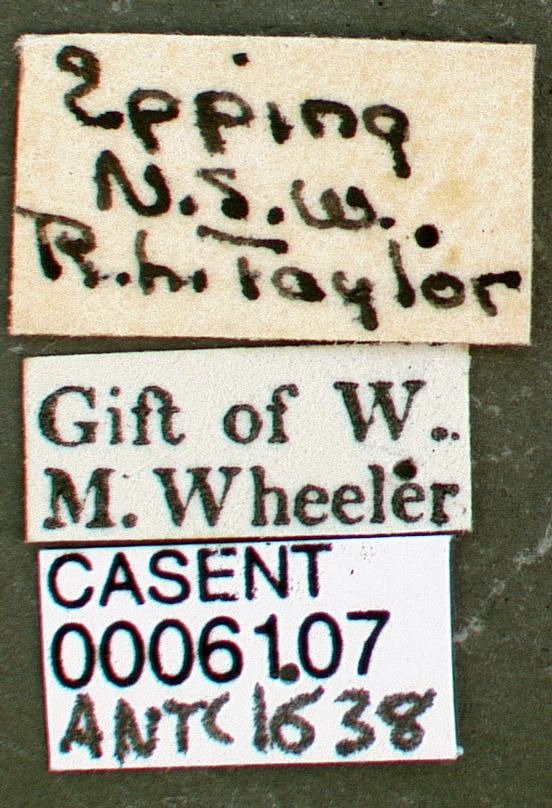
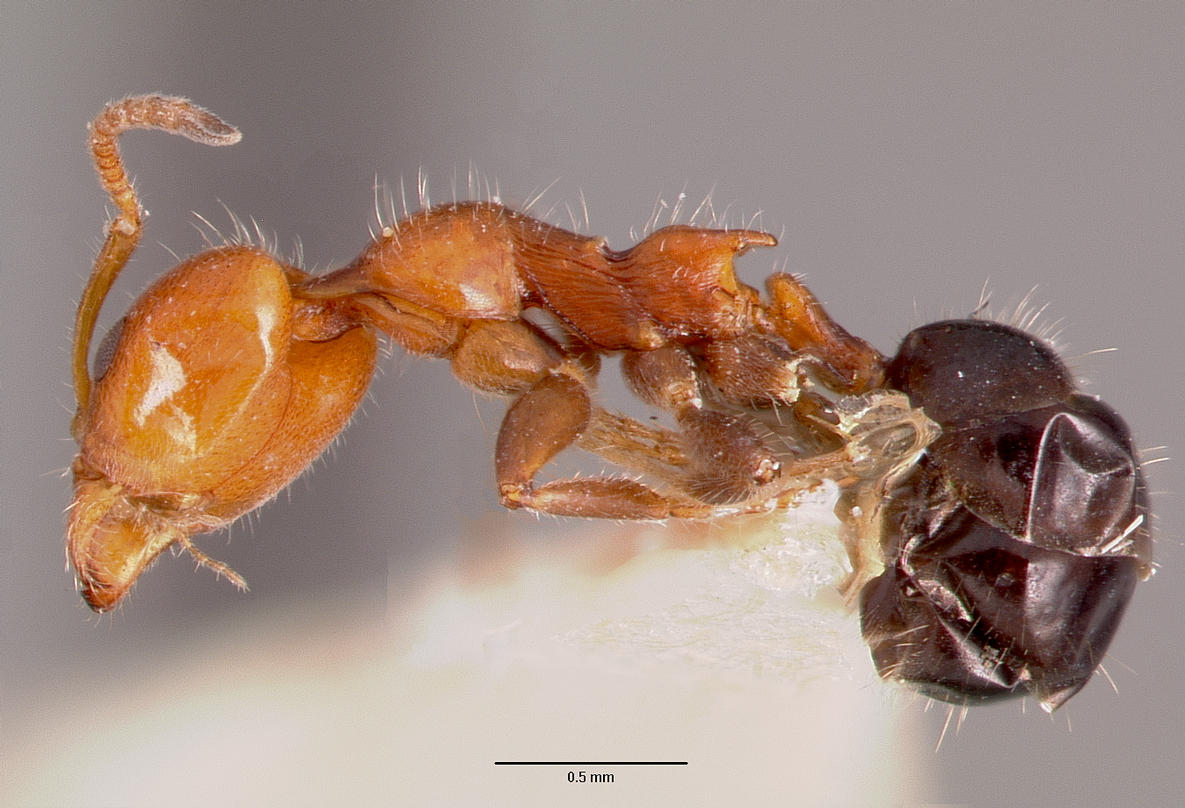
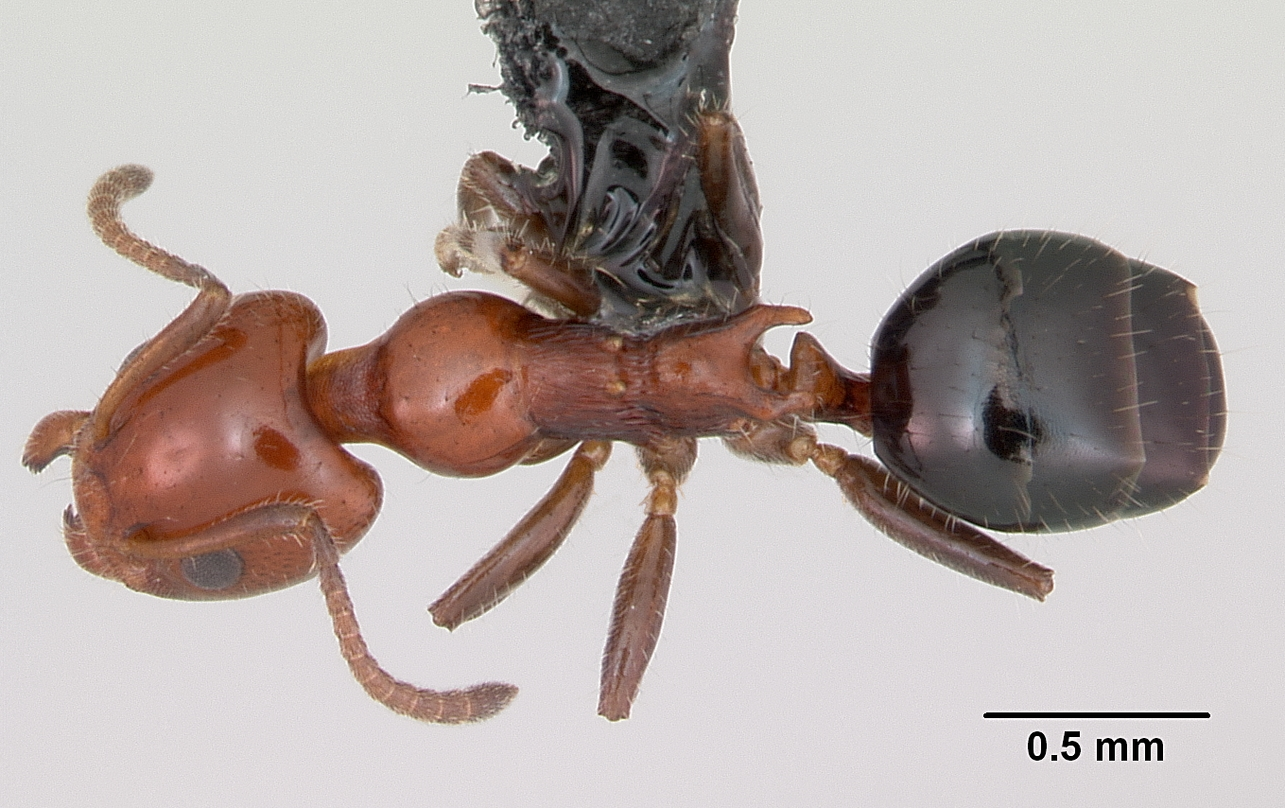
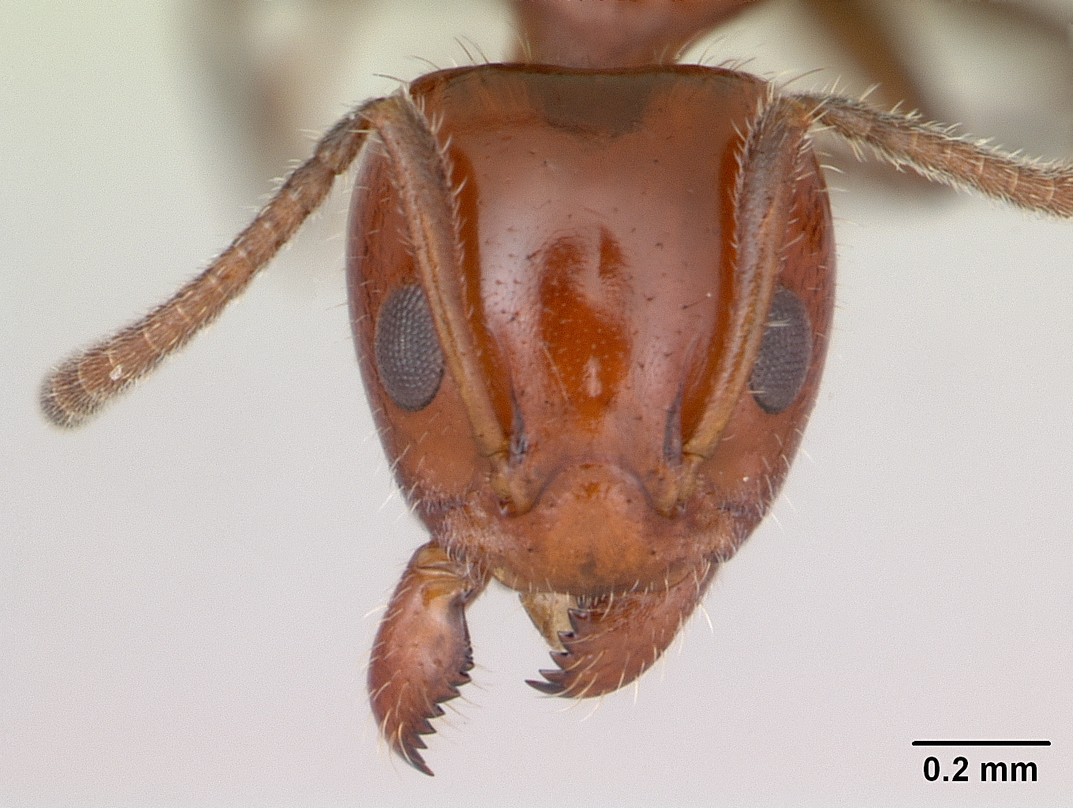